# Архитектурно-строительный колледж (Белорусско-Российский университет)
Архитектурно-строительный колледж в составе межгосударственного образовательного учреждения высшего образования «Белорусско-Российский университет» — учреждение образования, обеспечивающее получение среднего специального образования.
В настоящее время колледж ведёт обучение по специальностям:
- «Промышленное и гражданское строительство»
- «Санитарно-техническое оборудование зданий и сооружений»
- «Обслуживание и эксплуатация жилых домов»
- «Архитектура»
- «Теплогазоснабжение, вентиляция и охрана воздушного бассейна»

Колледж находится в городе Могилёве.

## История
Архитектурно-строительный колледж — одно из старейших учебных заведений Республики Беларусь.
История учебного заведения начинается в 1930 году, когда в г. Могилёве был открыт Архитектурно — строительный техникум имени Н. К. Крупской.
В 1933 году техникум осуществил первый выпуск специалистов — техников-строителей для строительной отрасли республики.
В связи с началом Великой Отечественной войны, техникум прекратил свою деятельность.
Но уже в 1945 году, в соответствии с Приказом Всесоюзного Комитета по делам высшей школы при Совете народных комиссаров СССР № 594/т от 26 июля 1945 года, в г. Могилёве открывается техникум гражданского строительства.
Директором воссозданного учебного заведения был назначен Лашкевич Иван Павлович, талантливый педагог и организатор. Под его руководством в 1945—1950 годах была проведена огромная работа по организации и материально-техническому обеспечению учебного процесса, восстановлению учебного корпуса из полуразрушенного во время войны здания по улице Пионерской.
Большой вклад в развитие техникума внес заслуженный учитель БССР, член-корреспондент Белорусской Академии архитектуры Рабцевич Виктор Константинович, который возглавлял учебное заведение с августа 1972 года по август 2006 года.
В 1975 году завершилось строительство нового учебного корпуса по улице Космонавтов, а в 1983 году ввели в строй девятиэтажное здание студенческого общежития.
В 1991 году на основании Приказа Министерства образования БССР № 144 от 14.06.1991 г., одним из первых в республике, Могилёвский строительный техникум был преобразован в строительный колледж. В колледже ведется двухуровневое обучение, которое позволяет учащимся без экзаменов продолжать обучение в Могилёвском государственном техническом университете и ряде других высших учебных заведений Республики Беларусь.
В 2001 году на основании Приказа Министерства образования Республики Беларусь № 465 от 23.08.2001 г., Могилёвский государственный строительный колледж преобразован в Строительный колледж учреждения образования «Могилёвский государственный технический университет».
В 2002 году в соответствии с приказом по университету № 212 от 21.08.2002 года, колледжу возвращено его историческое название «Архитектурно-строительный».
Выпускником колледжа является Старовойтов А. П. ― Герой Социалистического Труда, Заслуженный строитель БССР, почетный гражданин г. Могилёва.

## Современность
В настоящее время Архитектурно-строительный колледж является структурным подразделением Межгосударственного образовательного учреждения высшего образования «Белорусско-Российский университет».
С сентября 2006 года по июль 2011 директором колледжа являлся Абушкевич Александр Анатольевич, кандидат технических наук, доцент.
С декабря 2011 года директором колледжа назначен Башаркин Константин Андреевич, выпускник колледжа 1996 года.

## Награды колледжа
- В 1976 году техникум был награждён Почетной грамотой Верховного Совета БССР за достижение высоких показателей в подготовке молодежи к службе в Вооруженных силах СССР.
- 5 апреля 2012 года по итогам Конкурса «На лучшее достижение в строительной отрасли Республики Беларусь за 2011год» в номинации «Организация года» Архитектурно-строительный колледж признан победителем и награждён Почётным дипломом в категории «Учреждение образования, готовящее специалистов для строительной отрасли. Средние специальные учебные заведения» и Памятным знаком «За достижения в строительной отрасли Республики Беларусь».
- Архитектурно-строительный колледж награждён дипломом Могилевского горисполкома за достигнутые высокие показатели в развитии образования г.Могилева в 2013 году среди учреждений среднего специального образования.
- 9 апреля 2014 года директор колледжа Константин Андреевич Башаркин награждён Почетным дипломом Министерства архитектуры и строительства Республики Беларусь в номинации "Руководитель года - 2013" в категории «Учреждение образования, готовящее специалистов для строительной отрасли»

## Учебно-методическая работа
Учебно-методические работы преподавателей колледжа регулярно представляются на республиканских выставках научно-методической литературы и педагогического опыта.
Педагоги колледжа неоднократно принимали участие и побеждали в республиканских педагогических конкурсах, таких как:
- «Компьютер. Образование. Интернет»[4]
- «Энергия и среда обитания»[5].
- «Энергомарафон»[6].

## Учебные достижения
Учащиеся колледжа неоднократно становились участниками и победителями республиканских олимпиад профессионального мастерства,, выставок и конкурсов технического творчества.

## Научно-исследовательское общество учащихся
С 2001 году в колледже создано научно-исследовательское общество учащихся. Ежегодно проводятся конференции научно-исследовательское общество учащихся,.